# 弦楽四重奏曲第5番 (バルトーク)
バルトークの弦楽四重奏曲第5番（げんがくしじゅうそうきょくだい5ばん）Sz.102は、1934年に作曲された弦楽四重奏曲である。アメリカのエリザベス・クーリッジ財団の委嘱に応え、同年8月6日から9月6日までのわずか1か月で書き上げられた作品で、クーリッジ夫人に献呈された。
1920年代のバルトークは急進的に無調へ突き進んでゆく作風の作品を書き上げ、弦楽四重奏曲第3番（1927年）、第4番（1928年）はその典型的な作例となっている。しかし1930年に書き上げられた『カンタータ・プロファーナ』では、三和音による終止など伝統的な和声への回帰の傾向が見られるようになり、同年から翌1931年にかけて作曲されたピアノ協奏曲第2番でその傾向は一層顕著になる。これは、バルトークが協奏曲を大衆にアピールする音楽であると考えていたためであるが、より内省的な音楽であると考えていた弦楽四重奏曲においても、三和音の使用は控えられてはいるものの、この傾向と無縁ではあり得なかった。
弦楽四重奏曲第5番は、5つの楽章からなるが、両端の楽章がいずれも変ロのユニゾンで終わるなど中心音が明確となっており、また全音階的進行が支配的である点など、先行する弦楽四重奏曲からは著しい変化を示している。また特殊奏法の使用も前作に比べ控えめで、穏健で端正な印象を与える音楽となっている。しかし一方で、弦楽四重奏曲第4番同様、楽章構成はアーチ形式のシンメトリカルな構造（回文構造とも称される）となっており、独自の様式感に、より清澄な音響を盛り込んだ、いわゆる晩年様式を予言する作品とも言われる。

## 作曲年
1934年8月6日から9月6日

## 楽章構成
1. Allegro
2. Adagio molto
3. Scherzo (Alla bulgarese, vivace)
4. Andante
5. Finale (Allegro vivace)

弦楽四重奏曲第4番では、中間の楽章が急-緩-急の順であったのに対し、本作では緩-急-緩となっている。
演奏時間は、全曲で約30分。

## 初演
1935年4月8日、ワシントンD.C.。コーリッシュ弦楽四重奏団による。

## 作品の内容
- 第1楽章は、ソナタ形式。第1主題は変ロ音の連続によるガリガリとした力強い動機で構成されるが、第3主題は旋律的で、これまでの弦楽四重奏曲とは全く異なる音楽であることが一聴して感得できる。再現部では主題が反行形で登場し、シンメトリカルな構成を強調している。
- 第2楽章は、三部形式。この楽章ではバルトーク・ピツィカートを含め特殊奏法が比較的多く用いられているが、エキセントリックに突出することはなく、宗教的とも言われる静謐な『夜の音楽』に融け込んでいる。
- 第3楽章は、スケルツォ。「ブルガリア風に」と指定されているが、これはブルガリアの民俗舞曲に由来した特殊なリズムを用いているためである。この中で第2楽章の主題が突然パロディのように聞こえてくる箇所がある。パロディは、代表作「管弦楽のための協奏曲」でも重要な役割を果たす、バルトーク晩年様式の特徴的な作曲技法の一つであり、この楽章はその萌芽として注目される。中間部は、ヴァイオリンが弱音器をつけてオスティナートを演奏する。
- 第4楽章の主題は、第2楽章の主題素材と密接な関係にあり、この楽章自体が第2楽章の変奏曲であると解析している研究者もいるほどである。主題の反行形からなる脈打つような低音のリズムの上で主題が曖昧な状態から形成され再び解体されてゆく。
- 第5楽章はロンド・ソナタ形式。主要主題は民俗舞曲風であるが、対称性に極限までこだわって反行や転回といった作曲技巧を凝らした超絶的な作品である。特に中間部におかれた第1楽章の第1主題を素材にした大規模なフガートはこの楽章の（あるいは、この作品全体の）対位法的性格を明らかにしている。

## 参考図書
- ポール・グリフィス・著、和田旦・訳『バルトーク―生涯と作品―』 泰流社 1986年 ISBN 4884705599